# Funkverkehr der Titanic

Am 14. April 1912, dem Tag des Unglücks, hatte die Titanic mehrere Eiswarnungen erhalten. Die Positionen des Eises sind auf dieser Karte eingezeichnet. Weder der Kapitän noch ein anderer Offizier hat alle diese Angaben gekannt.

Der Transatlantikliner Titanic hatte auf seiner Fahrt über den Atlantik Funkverkehr mit anderen Schiffen sowie mit dem Festland. Am 14. April 1912 stieß er mit einem Eisberg zusammen und sank in der Folge. Über 1500 Menschen starben, etwa 700 konnten gerettet werden.
Die Marconi-Gesellschaft hatte auf der Titanic eine Funkstation mit zwei Funkern eingerichtet, die vor allem für den Vertrieb privater Nachrichten der Passagiere gegen Entgelt gedacht war. Außerdem erhielten und versendeten die beiden Funker Nachrichten, die Bezug auf die Navigation der Titanic hatten.
In den Tagen vor dem Unglück erhielt die Titanic mehrere Warnungen über verschiedene Formen von Eis in der Nähe ihrer Strecke. Diese Eiswarnungen wurden jedoch nicht systematisch gesammelt und ausgewertet. Auf die Fahrt der Titanic hatten sie keine Auswirkung, denn die Schiffsführung war der Meinung, dass man einen Eisberg rechtzeitig sehen würde, so dass man ihm ausweichen kann. Nach dem Unglück konnten die überlebenden Offiziere sich kaum an Eiswarnungen erinnern; sie sahen sich daher schwersten Vorwürfen ausgesetzt.
Größte Bedeutung erhielten schließlich die Notrufe, welche die Titanic-Funker nach dem Zusammenstoß verschickt haben. Nur dank dieser Notrufe erfuhren andere Schiffe vom Unglück und wechselten den Kurs, um zur im Notruf angegebenen Position zu fahren. Davon fand die Carpathia die Rettungsboote der Titanic. Ohne Funkstation hätte es vermutlich keine Überlebenden gegeben.

## Funkstation

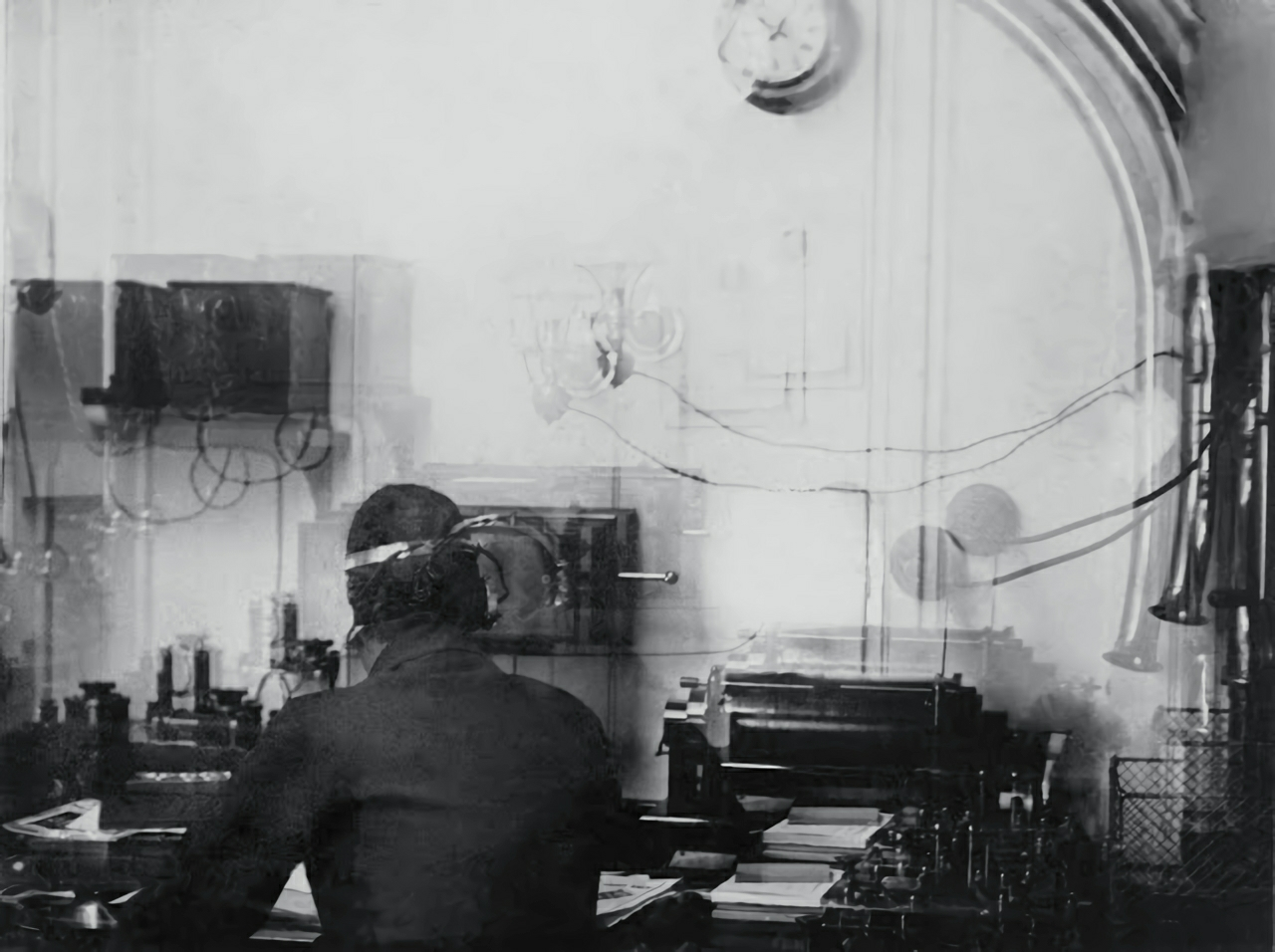
Das einzige Foto des Funkraums der Titanic, aufgenommen von Francis Browne

Zu Beginn des 20. Jahrhunderts war die Funktechnik auf Schiffen eine relativ junge Errungenschaft. Dem italienischen Ingenieur Guglielmo Marconi war es gelungen, die Übertragung von Signalen über Funk kommerziell anzubieten. Seine britische Marconi Company stellte der Titanic, wie auch anderen Schiffen, die Ausrüstung zur Verfügung. Sie verdiente an Funktelegrammen (oder: „Marconigrammen“) der Passagiere. Es gab auch andere, konkurrierende Unternehmen, die Funkausrüstungen lieferten. Im Januar 1911 erhielt die Titanic das Rufzeichen MGY zugeteilt.
Der Funkraum der Titanic erhielt einen neuartigen Löschfunkensender (rotary spark-gap generating set) mit 5 kW. Er sollte zumindest 250 Seemeilen (463 Kilometer) weit senden können, erreichte in der Praxis jedoch über 400 Seemeilen (740,8 Kilometer) und nachts sogar noch mehr. Es gab einen Ersatzsender für Notfälle, der aber auf der Titanic nicht zum Einsatz kam. Der Empfänger, ein magnetic detector, war der Standard bei Marconi und ermöglichte einen Empfang von Wellenlängen zwischen 100 und 2500 Metern. Möglich wurde das Senden und Empfangen schließlich durch eine Antenne (twin T type) zwischen den beiden Masten des Schiffs, die durchschnittlich 170 Fuß (51,8 Meter) hoch lag und einen Zwischenraum von 600 Fuß (182,9 Meter) hatte.
Die beiden Funker an Bord waren nicht etwa im Dienst der White Star Line, sondern der Marconi Company, die sie auch ausgebildet hatte. Sie gehörten zur victualling department crew wie auch Stewards, Köche oder Postbediente: John George „Jack“ Phillips war telegraphist und Harold Bride assistant telegraphist.
Sie erhielten drei kleine Räume zugeteilt. Der mittlere war die Funkkabine mit einem Schreibtisch und den Apparaten zum Funken. Steuerbord (oder: vom Schreibtisch aus links) befand sich eine Schlafkabine für die beiden Funker mit einer unteren und einer oberen Koje. Auf der Backbordseite (vom Schreibtisch aus rechts) war der silent room, in dem Generator, Motor und Funkenstrecke untergebracht waren. Um die Umgebung vor den Geräuschen der Funkenstrecke zu bewahren, war der Raum schallisoliert. Da die Titanic rund um die Uhr erreichbar sein sollte, teilten sie sich die Zeit in vier Schichten zu sechs Stunden ein. Nachts wachte Phillips von 20:00 Uhr bis 02:00 Uhr und wurde danach von Bride bis 08:00 Uhr abgelöst.
Am Samstag, den 13. April, kam es gegen 20:00 Uhr zu einem Zwischenfall. Phillips weckte Bride, um ein Problem gemeinsam zu lösen: Der Funkapparat funktionierte nicht mehr. Entgegen der anfänglichen Befürchtung waren nicht etwa die Kondensatoren beschädigt, sondern die Leitungen der Sekundärseite des Transformators im Gehäuseinneren durchgebrannt. Weil die Leitungen mit Eisenbolzen in Kontakt gekommen waren, wurde der Strom teilweise geerdet. Phillips und Bride behoben das Problem mit Gummiband, was jedoch erst um 03:30 Uhr oder gar 04:00 Uhr des nächsten Morgens gelang. Am Sonntag, dem Tag des Unglücks, waren die Funker also übermüdet und damit beschäftigt, einen Rückstand bei der Versendung von Privatnachrichten der Passagiere abzuarbeiten.

## Kap Race

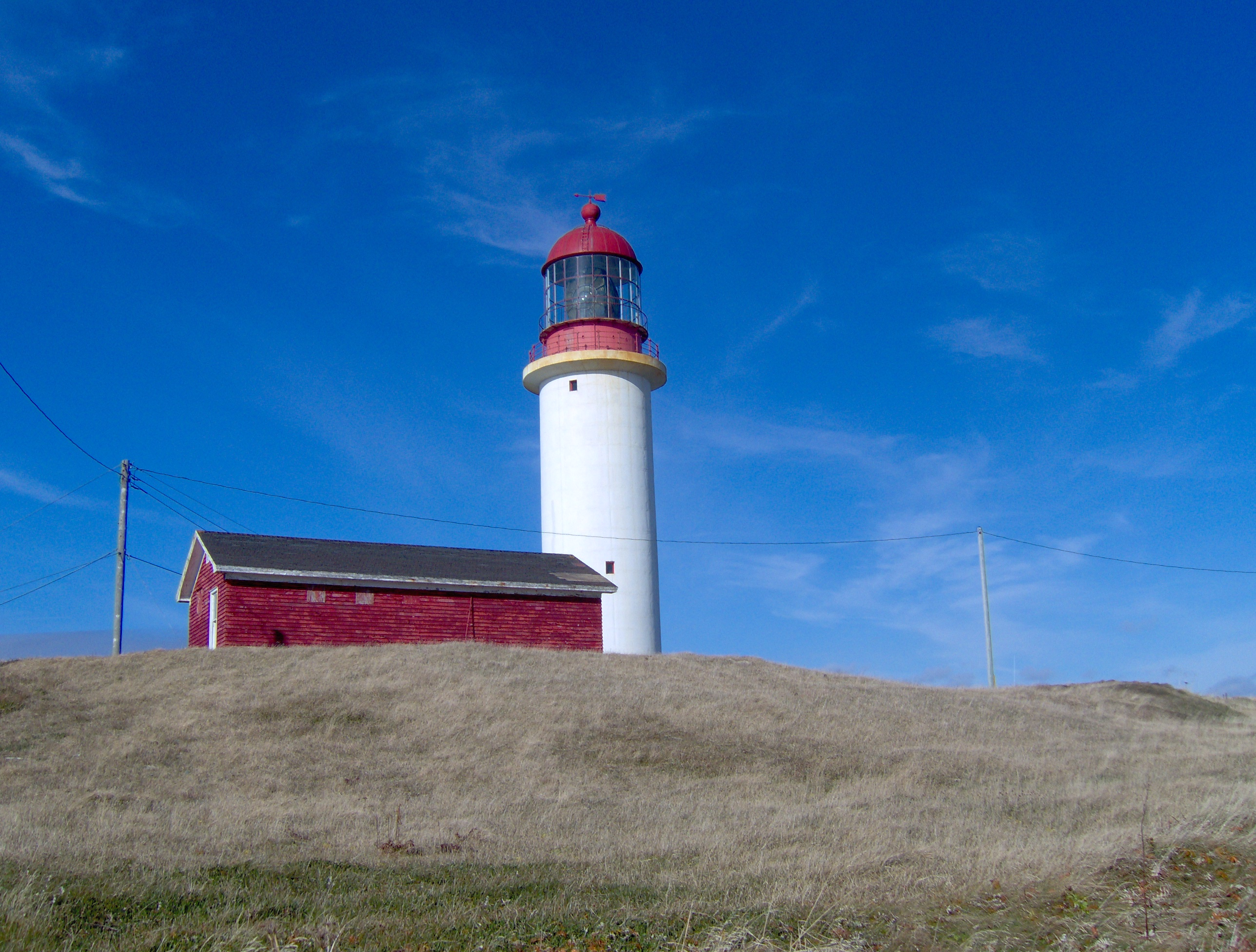
Der Leuchtturm von Cape Race oder Kap Race heute. Die Funkstation ist bald nach 1912 abgebrannt; das rote Gebäude im Bild ist ein Nachbau. Heute befindet sich darin ein Museum.

Für die Fahrt der Titanic hatte die Funkstation Kap Race eine bestimmte Bedeutung. Kap Race ist ein Ort auf der Insel Neufundland, die heute zu Kanada gehört. Das telegrafische Draht-Netz Nordamerikas endete hier. Die Marconi Company hatte hier 1904 eine drahtlose Funkstation eingerichtet, die mit Schiffen auf dem Atlantik kommunizieren konnte.
Als die Titanic am 14. April 1912 weit genug gen Westen gefahren war, kam sie in den Empfangsbereich von Kap Race. Obwohl die Titanic eine relativ gute Funkanlage besaß, hatten die Titanic-Funker nur ein kurzes Zeitfenster, um Privatnachrichten der Passagiere nach Kap Race zu senden. Auch während des Zusammenstoßes mit dem Eisberg kommunizierte die Titanic noch mit Kap Race; die Funkstation auf Neufundland war dann der erste Ort auf dem Festland, der von ihrem Unglück erfuhr.

## Eiswarnungen
Kapitän Edward John Smith und seine Offiziere wussten schon vor der Abfahrt von Southampton, dass das Treibeisfeld im nördlichen Atlantik in Umfang und südlicher Ausdehnung größer war als in den vergangenen Jahren. Außerdem gingen während der Fahrt mehrere Funkberichte („Marconigramme“) von anderen Schiffen ein, die vor Treibeisfeldern und Eisbergen warnten. Die Titanic fuhr am Abend des 14. Aprils ungefähr in westlicher oder südwestlicher Richtung südlich des 42. Breitengrads. Die Kollision mit dem Eisberg erfolgte etwa um 23:40 Uhr Bordzeit.
Laut den Regeln der Marconi Company mussten Nachrichten, die Bezug zur Navigation hatten, mit Vorrang übermittelt werden. Solche Nachrichten erhielten das Kürzel MSG für Master Service Gram. Das bedeutete, dass sie an den Kapitän eines Schiffes gerichtet waren; vor dem Versenden mussten sie vom Kapitän des versendenden Schiffes bestätigt werden. Der empfangende Funker trug die Nachricht in einem bestimmten Formular ein und ließ es seinem Kapitän zukommen.
| Schiff und Bordzeit der Titanic   | Wortlaut | Anmerkungen | Folge |
| --------------------------------- | --- | --- | --- |
| La Touraine, 12. April, 17:46 Uhr | [MSG] (De) Touraine (a) Captain Titanic. My position 7p.m. GMT lat. 49.28 long. 26. 28 W. Dense fog since this night. Crossed thick icefield lat 44.58, long. 50.40 Paris. Saw another icefield and two icebergs lat. 45.20 long. 45.09 Paris. […] („[…] Dichter Nebel seit dieser Nacht. Überquerte dickes Eisfeld […] Sah ein weiteres Eisfeld und zwei Eisberge. […]“) | an den Kapitän der Titanic gerichtet; die Breite lag deutlich nördlich der Strecke der Titanic                                                                    | Kapitän Smith ließ dem Kapitän der La Touraine danken. |
| Caronia, 14. April, 09:12 Uhr     | [MSG] Captain Titanic. West bound steamers report bergs, growlers, and field-ice in 42N from 49 to 51 West April 12. Compts. Barr. („[…] nach Westen fahrende Dampfer berichten von Eisbergen, growlers und Feldeis […]“) | an den Kapitän der Titanic gerichtet | Kapitän Smith ließ dem Kapitän der Caronia danken. Die Nachricht wurde (als einzige) im Kartenraum aufgehängt. |
| Noordam, 14. April, 11:47 Uhr     | [MSG] Captain SS Titanic. Congratulations on new command. Had moderate westerly winds, fair weather, nog fog. Much ice reported in lat. 42.24 to 42.45 [N] and long . 49.50 to 50.20 [W]. Compliments Krol. („[…] viel Eis gemeldet […]“) | an den Kapitän der Titanic gerichtet; von der Caronia an die Titanic weitergeleitet                                                                               | Kapitän Smith ließ dem Kapitän der Noordam danken. |
| Amerika, 14. April, 13:49 Uhr     | [MXG] Hydrographic Office Washington, DC. Amerika passed two large icebergs n 41° 27' N., 50° 8'W on the 14th of April. Knuth. („[…] Die Amerika ist an zwei großen Eisbergen vorbeigefahren […]“) | an das Hydrografische Amt in Washington gerichtet; von der Titanic an jenes weitergeleitet                                                                        | unbekannt |
| Baltic, 14. April, 13:54 Uhr      | [MSG] Capt. Smith, Titanic. Have had mod. var. winds and clear fine weather since leaving. Greek steamer Athinai reports passing icebergs and large quantitites of field ice today in lat. 41.51 N, long 49.52 W. Last night we spoke German oil-tank steamer Deutschland [GZD], Stettin to Philadelphia, not under control, short of coal, lat. 40.42 N, long. 55.11 W. Wishes to be reported to New York and other steamers. Wish you and Titanic all success. Commander [Ranson]. („[…] Der griechische Dampfer Athinai berichtet, dass er heute an Eisbergen und großen Mengen an Feldeis vorbeigefahren ist. […]“) | an den Kapitän der Titanic gerichtet | Kapitän Smith ließ dem Kapitän der Baltic danken; Smith gab die Nachricht an Bruce Ismay und erhielt sie erst später wieder.                                                                                                |
| Californian, 14. April, 18:30 Uhr | [MSG] Capt. Antillian 6.30p.m. ATS lat. 42.3 N, long. 49.9 W. Three large bergs five miles to southward of us. Regards. Lord. („[…] Drei große Eisberge fünf Meilen südlich von uns. […]“) | an den Kapitän der Antillian gerichtet, von der Titanic empfangen                                                                                                 | unbekannt |
| Mesaba, 14. April, 21:40 Uhr      | [SG] In lat. 42 N. to 41.25 [N], long. 49 W to long. 50.30 W saw much heavy pack ice and great number large icebergs, also field ice. Weather good, clear. („[…] Sah viel schweres Packeis und eine große Anzahl großer Eisberge, auch Feldeis. Wetter gut, klar. […]“) | an die Titanic gerichtet (undeutlich, ob an den Kapitän) | unbekannt; Funker Phillips habe Lightoller angeblich in (bzw. auf) einem Rettungsboot gesagt, er habe die Mesaba-Nachricht unter einen Briefbeschwerer gelegt, doch tatsächlich befand sich Phillips in keinem Rettungsboot |
| Californian, 14. April, 22:55 Uhr | [MYG] this is MWL. „Say old man, we are stopped and surrounded by ice.“ („[…] Sagt dem Alten (Anmerkung: gemeint ist der Kapitän) wir mussten stoppen und sind von Eis umgeben.“) | an die Titanic gerichtet (ohne das Kürzel MSG für eine Nachricht, die an den Kapitän gerichtet ist); nur durch die Zeugenaussage des Californian-Funkers erhalten | ignoriert; Funker Phillips hat laut dessen Aussage den Californian-Funker gebeten, ihn ungestört weiter Nachrichten für Kap Race übermitteln zu lassen                                                                      |

In der amerikanischen Untersuchung nach dem Unglück sagte der Vierte Offizier Joseph Boxhall aus, dass die Titanic schon in Southampton Eiswarnungen bekommen habe, also vor dem Beginn der Jungfernfahrt. In der britischen Untersuchung meinte Boxhall jedoch, es könne auch in Queenstown (dem letzten Zwischenstopp, am 11. April) gewesen sein. Er habe die Nachrichten angeblich im Nachrichtenraum aufgehängt. Sein Kollege Pitman behauptete, er habe sie gesehen, wenngleich er ansonsten aussagte, dass er vor Sonntag (der Tag des Unglücks) keine Eiswarnungen gekannt habe.

### La Touraine

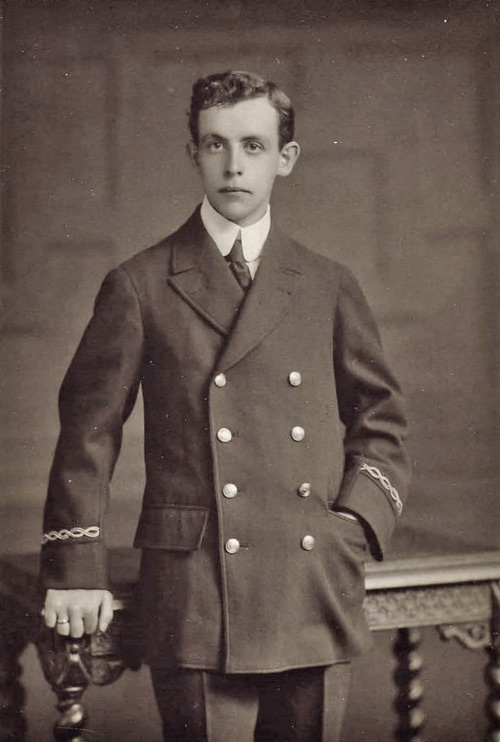
Harold Bride, der jüngere der beiden Titanic-Funker. Im Gegensatz zu seinem Kollegen Phillips überlebte er das Unglück.

Die erste Meldung kam am 12. April 1912 um 17:46 Uhr vom französischen Schiff La Touraine: Erstens hatte es selbst dickes Feldeis gesichtet, zweitens gab es Eiswarnungen des Schiffes Paris wieder, die Feldeis und zwei Eisberge gesehen habe. Dies ist die Interpretation von Fitch, Layton und Wormstedt; der Titanic-Forscher Paul Lee sieht darin hingegen einen Hinweis, dass das französische Schiff ausdrücklich den Längengrad der Stadt Paris und nicht von Greenwich gemeint hat.
Boxhall sagte in der amerikanischen Untersuchung aus: Er habe die Positionen auf der Karte eingezeichnet, obwohl sie sehr weit nördlich lagen und daher für die Fahrt der Titanic keinen Nutzen gehabt hätten.

### Rappahannock
Am 13. April begegnete der Titanic der Furness-Withy-Dampfer Rappahannock, der in östliche Richtung fuhr. Dieses Schiff hatte keine Funkstation, es wird hier aber der Vollständigkeit halber erwähnt. Denkbar ist, dass die beiden Schiffe miteinander über Morse-Lampe kommuniziert haben. Das ist ein Gerät, das man in Richtung des anderen Schiffes hält; man unterbricht jeweils die Abblendung eines Lichtes im Gerät und überträgt auf diese Weise optische Morse-Signale.
Ob die Rappahannock der Titanic tatsächlich per Morse-Lampe ein Eisfeld gemeldet hat, wie es manchmal in der Literatur heißt, ist strittig. Es stand später zwar in einer Zeitung (Daily Record in Schottland, 26. April), dass die Rappahannock in einem Eisfeld beschädigt worden sei (11. April). Doch der chief officer der Rappahannock gab darin nicht an, dass er dies der Titanic gemeldet hätte.

### Caronia
Am Unglückstag, dem 14. April, gab es als erste eine Nachricht von der Caronia, einem Transatlantikliner der britischen Cunard Line. Um 09:12 Uhr (Bordzeit der Titanic) funkte die Caronia an die Titanic, dass nach Westen fahrende Dampfer Eisberge, growlers (kleinere Eisstücke) und Feldeis gemeldet hätten, und zwar entlang des 42. Breitengrades. Kapitän Smith von der Titanic ließ das an ihn gerichtete Marconigramm mit Dank beantworten.
Es handelt sich möglicherweise um das Marconigramm, von dem Helen Ostby später berichtet hat. An jenem Sonntagmorgen habe sie gesehen, wie Smith mit Passagieren im Gespräch war und von einem Steward eine Nachricht erhalten habe. Er habe sie angeschaut und dann das Gespräch fortgesetzt.
Der Zweite Offizier Lightoller scheint die Nachricht gesehen zu haben, auch wenn er sich später nicht mehr an den Namen des Schiffes erinnern konnte. Boxhall sagte aus, er habe im Kartenraum die Karte mit den Angaben aus der Nachricht markiert, jedoch erst zwischen 16 Uhr und 18 Uhr.

### Noordamüber dieCaronia
Außerdem funkte das niederländische Passagierschiff Noordam um 11:47 Uhr über die Caronia eine Mitteilung an die Titanic. Die Noordam informierte mit Positionsangabe über ein Gebiet nördlich des 42. Breitengrades: „much ice reported“. Auch für diese Nachricht bedankte sich Smith knapp eine Stunde später, über die Caronia.

### Amerikaan das Hydrografische Amt

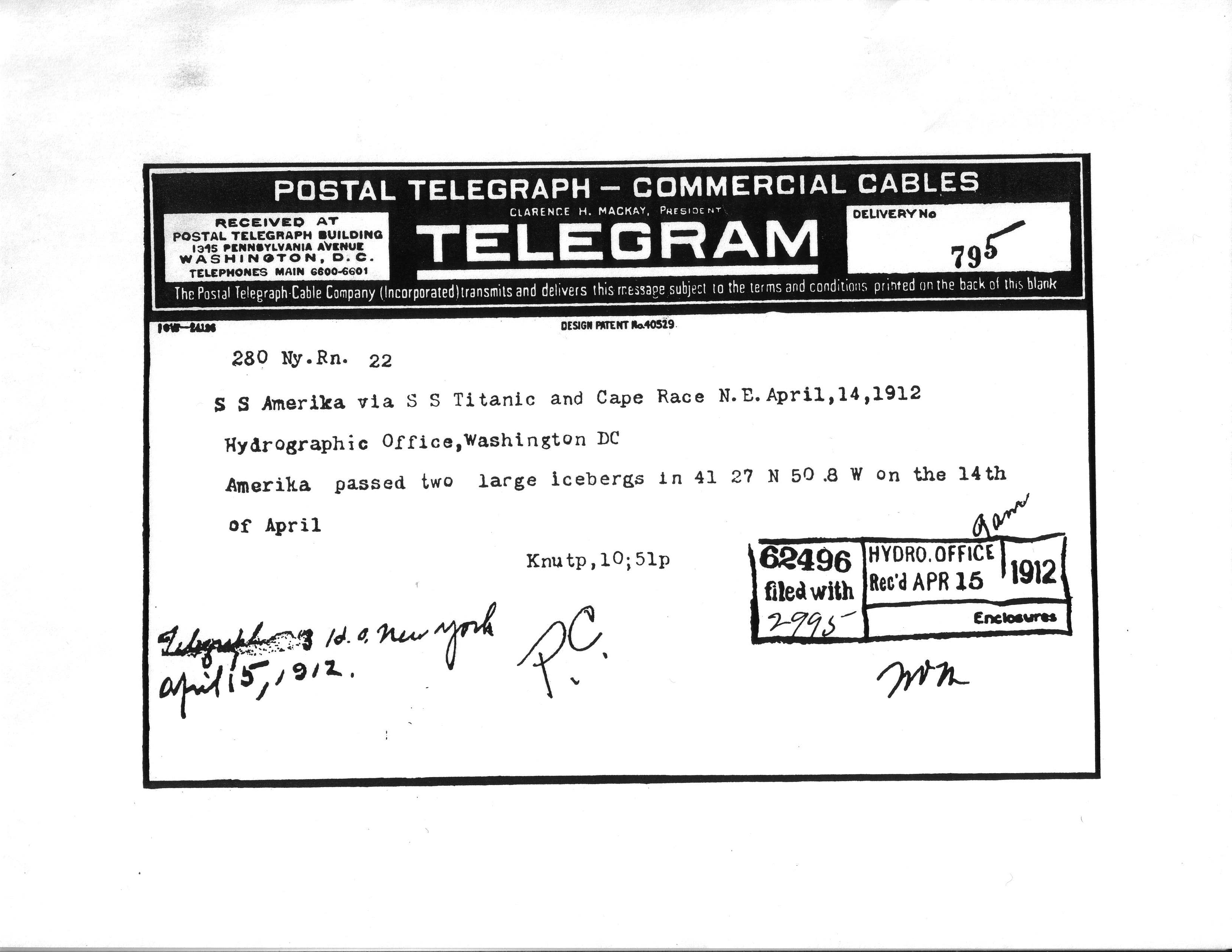
Das Marconigramm der Amerika, das über die Titanic und Kap Race an das Hydrografische Amt in Washington gelangt ist. Es berichtete von zwei Eisbergen, die das Schiff am 14. April an einer bestimmten Stelle gesehen hat.

Später, um 13:49 Uhr, gab es eine Meldung vom deutschen Dampfer Amerika. Er sei an zwei großen Eisbergen entlang gekommen (mit Positionsangabe). Gerichtet war diese Meldung an das Hydrografische Amt in Washington. Die Amerika selbst konnte mit ihrer schwachen Funkanlage nicht die Funkstation von Kap Race (Neufundland) erreichen. Doch die Funkkabine der Titanic hat die Meldung erhalten und an Kap Race weitergeleitet (um 21:32 Uhr). Von dort aus telegrafierte Kap Race sie weiter. Es gibt keine Hinweise darauf, dass die Brücke der Titanic diese Information erhalten hat.
Einem Manager der Marconi-Gesellschaft, George Turnbull, zufolge war es denkbar, dass der Funker der Titanic die Nachricht wegen ihres wichtigen Inhaltes an die Brücke weitergegeben hat, auch wenn sie nicht direkt an den Kapitän der Titanic gerichtet war. Jedenfalls konnten sich überlebende Offiziere nicht an diese Nachricht erinnern. Inhaltlich bedeutsam war an dieser Eiswarnung, dass die gemeldeten Eisberge sich nicht nördlich, sondern erstmals südlich der Strecke der Titanic befanden.

### Athinaiüber dieBaltic
Gegen 13:54 Uhr empfing die Titanic ein Marconigramm der Baltic, die wie die Titanic ein Schiff der White Star Line war. Es war an Kapitän Smith adressiert und berichtete:
- Die Baltic selbst habe seit der Abfahrt schönes Wetter bei mäßigen, wechselnden Winden.
- Der griechische Dampfer Athinai habe im Tagesverlauf Eisberge und ausgedehnte Treibeisfelder gesichtet. (Bei 41° 30′ 36″ N, 49° 31′ 12″ W. Das bedeutet: auf der Route der Titanic.)
- Der deutsche Öltanker Deutschland sei wegen Kohlemangels manövrierunfähig.

Smith ließ der Baltic um 14:57 Uhr danken. In einem späteren Affidavit (eidesstattliche Versicherung) klang der Inhalt des Marconigramms etwas anders: Darin stammten die Eiswarnungen von mehreren Schiffen mit Positionen zwischen 49.9° West bis 50° West. Eventuell, so Paul Lee, hat der Kapitän der Baltic mehrere Längenangaben zu einer einzigen Position verdichtet. Es sei aber seltsam, dass nur das zitierte Marconigramm erhalten ist und die Berichte von den anderen Schiffen nicht. Auch dieses Marconigramm hat keiner der überlebenden Männer von der Brücke gesehen.

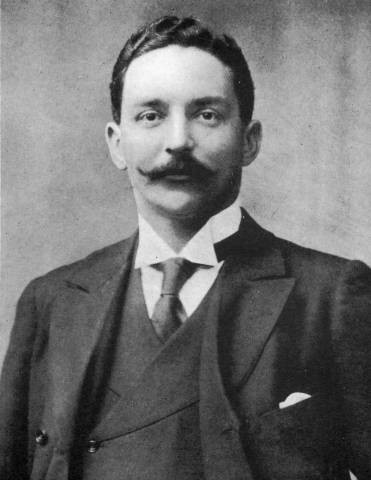
J. Bruce Ismay, der managing director der White Star Line. Ihm wurden nach dem Unglück mehrere Vorwürfe gemacht, darunter, dass er als Mann trotz der Losung Frauen und Kinder zuerst das Unglück überlebt hat.

Der Überlebende J. Bruce Ismay sagte später aus, Smith habe ihm kommentarlos das Marconigramm von der Baltic gegeben. Erst fünf Stunden später habe Ismay Smith auf dessen Bitte den Zettel zurückgegeben. Ismay war der Direktor der White Star Line, der die Titanic gehörte. Der Vorfall mit dem Baltic-Marconigramm stützte den Verdacht, dass Ismay auf ungebührliche Weise Einfluss auf den Kapitän ausgeübt habe, damit die Titanic trotz Eiswarnungen nicht langsamer fuhr. So fragte man sich in den Untersuchungen nach dem Unglück, warum Kapitän Smith ihm das Marconigramm überhaupt gezeigt hat, oder warum Ismay behauptet hat, er und Smith hätten beim Überreichen des Marconigramms kein Wort gesagt. Ismay stellte sich als einfachen Passagier dar, der nur aus Neugierde mitgefahren sei.
Verdächtig machte Ismay sich nicht nur durch die wenig glaubhafte Behauptung, es seien beim Überreichen keine Worte ausgetauscht worden. Es kam der Verdacht auf, dass Kapitän Smith ihm das Marconigramm nur gezeigt habe, weil er langsamer fahren und diese Absicht mit dem Marconigramm begründen wollte. Der erfahrene Reeder Ismay, dessen Vater die White Star Line aufgebaut hatte, behauptete ferner, dass er keine Positionsangaben lesen oder verstehen könne. An den Zeitpunkt des Überreichens habe er sich ebenso nicht erinnern können; mal sagte er 12:50 Uhr, mal 13:30 Uhr oder etwas dazwischen. Tatsächlich kam die Nachricht erst gegen 14:00 Uhr an, und die dankende Bestätigung an die Baltic ging um knapp 15:00 Uhr heraus. Man müsse davon ausgehen, so Lee, dass Smith erst die Bestätigung hat senden lassen und höchstens danach das Marconigramm jemand anders überreicht habe, nicht umgekehrt.
Ismay dürfte überhaupt nur deswegen den Vorfall zugegeben haben, weil es Zeugen dafür gab. Er selbst behauptete, dass Herr und Frau Widener beim Überreichen des Marconigramms zugegen gewesen seien; Titanic-Forscher Paul Lee merkt an, dass der Schwiegervater der überlebenden Frau Widener im Vorstand der IMM war, der Muttergesellschaft der Titanic-Reederei. Vielleicht habe sie deshalb im Nachhinein nichts davon berichtet, so Lee.
Zeuginnen waren aber auch Marian Thayer und Emily Ryerson. Letztere sagte erst in einer Untersuchung im Jahre 1913 aus, dass Ismay ihr und Frau Thayer das Marconigramm der Baltic gezeigt habe. Am Sonntag gegen 18 Uhr habe Ismay die beiden Frauen auf dem überdachten Deck angesprochen und aus der Jackentasche das Marconigramm geholt. Man sei nun zwischen den Eisbergen, habe er gesagt, und dass man weitere Kessel anheizen werde. Ismay habe sich über den Vorschlag lustig gemacht, der Deutschland zu helfen, das gehe die Titanic nichts an, und man wolle schon am Dienstagabend (in New York) ankommen. Schon auf der Carpathia haben die überlebenden beiden Frauen anderen von dieser Begegnung mit Ismay erzählt, und der Überlebende Beesley berichtete, wie schockiert die Menschen auf der Carpathia gewesen seien, die nun das Gerücht bestätigt sahen, dass der Kapitän und Ismay vom nahenden Eis gewusst hatten.

### Erste Nachricht derCalifornian
Am Abend, gegen 18:30 Uhr, beobachtete die Californian drei große Eisberge fünf Meilen südlich von ihr. Dies meldete ihr Funker Cyril Evans mit Angabe ihrer eigenen Position. Die Titanic erfuhr davon zunächst nichts, da das Gerät abgeschaltet war. Erst um 19:37 Uhr empfing die Titanic diese Nachricht, die an die Antillian gerichtet war.
Funker Bride von der Titanic erinnerte sich an diese Nachricht anders. Er habe sie gegen 17 Uhr oder 17:30 Uhr erhalten und persönlich dem Kapitän abgeliefert. Die Californian habe sich mit dieser Eiswarnung an Bride gerichtet, doch Bride sei mit dem Ausfüllen von Formularen beschäftigt gewesen, und die Apparatur der Titanic-Funkstation sei überhitzt gewesen. Er habe nach einer Viertel- oder einer halben Stunde dann doch noch die Nachricht empfangen, die nun an die Baltic gerichtet gewesen sei. Er habe aber angenommen, dass es dieselbe Nachricht gewesen sei, die ursprünglich für ihn gedacht gewesen sei. Da es keine offizielle Nachricht gewesen sei, sei er nicht verpflichtet gewesen, sie zu notieren.
Nach Nachfragen änderte Bride seine Aussage und verstrickte sich in Widersprüche. Nun habe er die Nachricht der Brücke gemeldet, aber er könne sich nicht an den Offizier dort erinnern. Von den überlebenden Offizieren wiederum hatte keiner eine Erinnerung an diese Nachricht.

### Mesaba

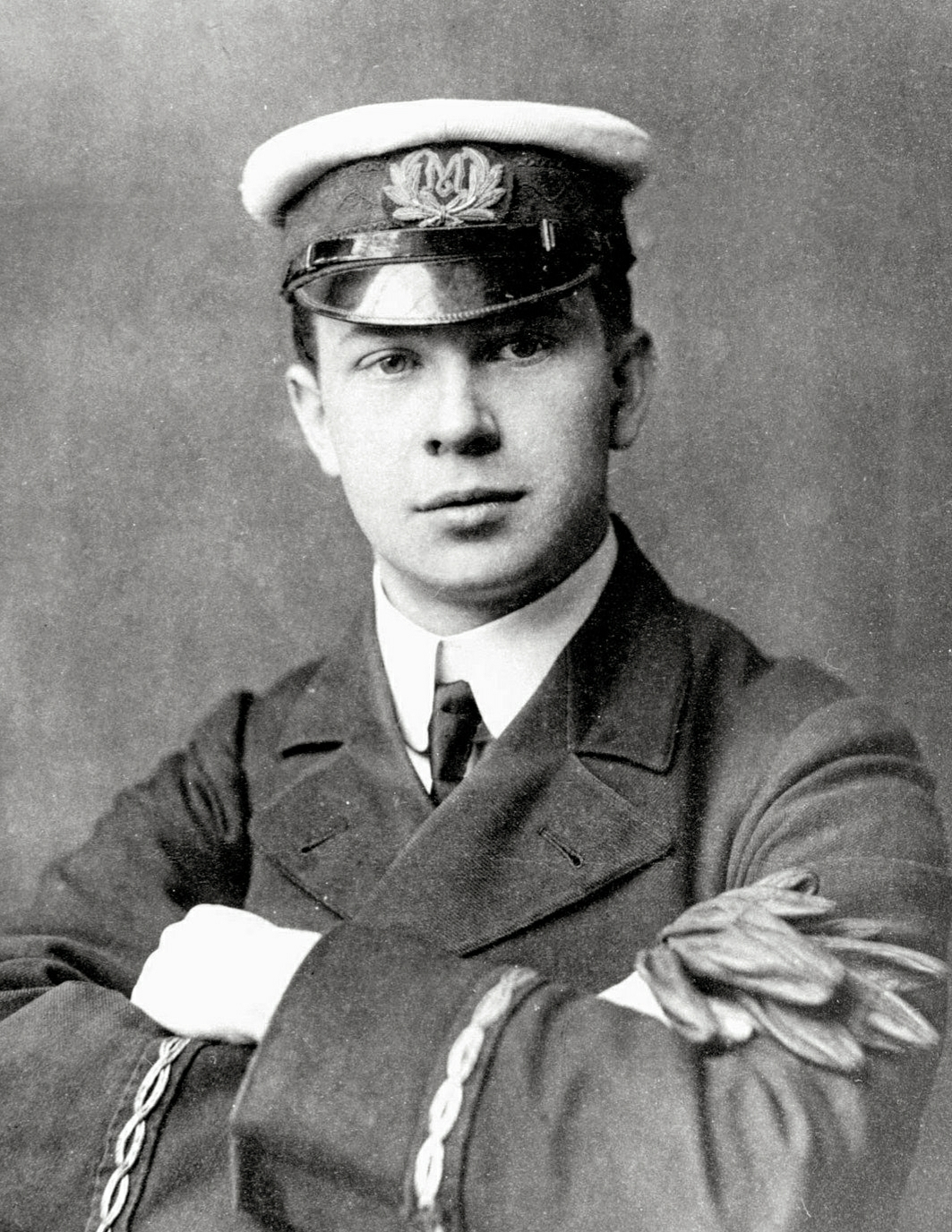
Jack Phillips, der ältere der beiden Funker auf der Titanic. Die letzten Stunden vor dem Unglück fielen in seine Schicht. Er verstarb beim Unglück.

Um 21:40 Uhr kam eine Nachricht von der Mesaba. Sie erwähnte die Punkte 42° 0′ N, 49° 0′ W und 41° 15′ N, 50° 18′ W. In diesem gedachten rechteckigen Gebiet sah sie: „much heavy pack ice and great number large icebergs, also field ice.“ (Viel schweres Packeis und große Anzahl große Eisberge, auch Feldeis.). Laut Nachrichtenformular der Mesaba hat die Titanic den Empfang der Nachricht bestätigt, es ist aber unbekannt, ob die Nachricht Kapitän Smith erreicht hat.
Paul Lee zufolge handelte es sich nicht so sehr um ein Rechteck: Stanley Adams, der Funker auf der Mesaba, habe vielmehr nacheinander zwei verschiedene Eiswarnungen erhalten. Mit Erlaubnis seines Kapitäns habe er die beiden Positionen miteinander kombiniert. Er verschickte die Meldung ausdrücklich an die Titanic und zehn weitere Schiffe. Adams wartete noch auf eine Antwort des Kapitäns der Titanic, erhielt aber keine. Er bemerkte, dass der Funker der Titanic stark mit Nachrichten für Kap Race beschäftigt war. Keiner der überlebenden Offiziere erinnerte sich an die Eiswarnung; sie dürfte die Brücke nie erreicht haben. Adams gab in einer Anhörung im Jahr 1913 an, er habe eine offizielle Bestätigung für die Eiswarnung erwartet, und er habe sehr lange vergeblich gewartet.
In den 1930er Jahren erschienen die Memoiren des Zweiten Offiziers Charles Lightoller. Darin erweckte er den (fragwürdigen) Eindruck, der Schiffsführung seien mehrere Eiswarnungen bekannt gewesen, auch zwei über Feldeis, doch ihre Positionen hätten die Titanic nicht betroffen. Der einzige wichtige Bericht sei der von der Mesaba gewesen, dieser habe aber nicht die Brücke erreicht. Das habe am Funker Phillips gelegen, der ihre Bedeutung nicht habe abschätzen können. Später habe er, Lightoller, mit Phillips auf dem gekenterten Boot (Faltboot) gestanden, und Phillips habe ihm erklärt, dass er die Nachricht zunächst unter einem Briefbeschwerer abgelegt habe. Dieser Verzug sei die Ursache dafür, dass das Schiff gesunken sei. Hätte er, Lightoller, als wachhabender Offizier, oder der Kapitän von der nahenden Gefahr gewusst, hätten sie das Schiff verlangsamen oder stoppen müssen, oder sie hätten sich strafbarer und krimineller Nachlässigkeit schuldig gemacht.
Lightoller erhielt für diese Aussagen Kritik, auch vom überlebenden Funker Bride. Spätere Ausgaben waren gekürzt. Tatsächlich hat Phillips es überhaupt nicht zu einem Rettungsboot geschafft, so Lee, daher könne es das Gespräch zwischen Lightoller und Phillips nicht gegeben haben. Aus unbekannten Gründen hatte Lightoller dieses angebliche Gespräch auch nicht bei den Untersuchungen 1912 erwähnt.
Darüber hinaus teilt Halpern die Auffassung von Lightoller nicht, dass die Kenntnis dieser Eiswarnung einen großen Einfluss auf die Navigation der Titanic gehabt hätte. Schließlich wusste Kapitän Smith seit der Nachricht von der Baltic, dass Eis auf der Route lag.

### Zweite Nachricht derCalifornian
Als Letztes funkte Cyril Evans, der Funker des Frachtdampfers Californian, eine Art von Eiswarnung an die Titanic. Die Californian war ähnlich wie die Titanic auf dem Weg nach Westen, aber nicht nach New York, sondern nach Boston. Sie fuhr etwas nördlicher als die Titanic. Gegen 22:20 Uhr sah die Schiffsführung Feldeis; Kapitän Stanley Lord entschied sich vorsichtshalber, die Maschinen zu stoppen und auf den kommenden Morgen zu warten.
Lord wies den Funker Evans an, der Titanic davon zu berichten. Dies tat Evans um 23:00 Uhr Bordzeit der Californian (23:07 Uhr Bordzeit der Titanic, 21:05 Uhr New Yorker Zeit). Evans hörte, dass die Titanic mit Kap Race in Kontakt war und funkte:
„MGY this is MWL. Say old man, we are stopped and surrounded by ice.“
Als Antwort erhielt er:
„Shut up, shut up, I'm working Cape Race.“
Dabei ist MGY das Kürzel für die adressierte Titanic und MWL dasjenige der Californian. Evans sprach seinen ebenfalls jungen Kollegen informell mit „alter Mann“ an. Phillips wiederum unterbrach den Kontakt in der direkten, nicht böse gemeinten Diktion der Funker. Gemeint war, dass Phillips Privatnachrichten der Passagiere an die Funkstation Kap Race auf Neufundland übermittelte und sich gestört fühlte.
Phillips entschuldigte sich gegenüber Kap Race und fuhr mit seiner Arbeit fort, auch später noch, nachdem die Titanic mit dem Eisberg zusammengestoßen war. Er dachte, dass das Schiff eventuell zur Werft nach Belfast müsse, um repariert zu werden. Erst später erfuhren er und Bride von Kapitän Smith vom Ernst der Lage.
Der missglückte Kommunikationsversuch zwischen Evans und Phillips kann nur anhand von Evans Erinnerung und seinen Aussagen vor den Untersuchungen rekonstruiert werden. (Bride konnte nach eigenen Angaben keine Notiz von Phillips dazu im Log finden, sagte aber auch aus, dass er sie übersehen haben könnte.) Evans selbst konnte mit seiner Apparatur das weit entfernte Kap Race nicht hören, nur die Titanic. Er habe noch gegen 23:25 Uhr deren Funksendungen an Kap Race gehört und habe sich fünf Minuten später von der Arbeit (zur Nachtruhe) zurückgezogen. Etwa zehn Minuten danach stieß die Titanic gegen den fatalen Eisberg.

### Bewertung
Zusammenfassend gilt: Die Titanic kannte kein System, wie man Eiswarnungen oder auch andere Nachrichten mit Bezug zur Navigation sammelt und auswertet. Die Funker waren nicht mit Navigation vertraut und konnten die Bedeutung einer Nachricht inhaltlich nicht einschätzen. Für sie war wichtig, ob eine Nachricht eindeutig an den Kapitän adressiert war, und dann suchte einer der Funker den Kapitän auf. Sonst schickten sie eventuell einen Boten auf die Brücke. Für Weitervermittlungen von Nachrichten, wie die der Amerika an das Hydrografische Amt, gab es wohl keine Prozedur.
Niemand in der Schiffsführung hat alle Eiswarnungen gesehen. Von den überlebenden Offizieren erinnerte sich später keiner an die Warnungen der Noordam, der Amerika, Baltic, der California oder der Mesaba. Kapitän Smith zum Beispiel kannte gesichert nur die Meldungen der Caronia, der Noordam und der Baltic. Deswegen glaubten sie, das Eis sei nördlich der eigenen Route. Keiner stellte sich einen Eisberg vor, der ihren Weg kreuzen könnte. Für sie war die drahtlose Telegrafie eine Art Spielerei und kein ernstzunehmendes Instrument für die Navigation.
Die überlebenden Offiziere sagten wie folgt aus:
- Joseph Boxhall hat die eine Meldung, die er erhalten hat, nicht gelesen.
- Herbert Pitman ist der Zettel (mit der Caronia-Meldung) im Kartenraum wohl aufgefallen, er habe nur beiläufig darauf geschaut.
- Harold Lowe hat ihn sich ebenfalls beiläufig angeschaut, doch er verlor das Interesse, als er sah, dass die betreffende Position während seiner Wache nicht erreicht wird.
- Charles Lightoller hat nicht einmal geschaut und daher den Zettel nicht gesehen.
- Während ihrer gemeinsamen Wache bis 22:00 Uhr fragte Lightoller James P. Moody, wann das Schiff Eis erreichen würde. Moody antwortete: gegen 23:00 Uhr. Lightoller überprüfte dies und schlussfolgerte für sich, dass es eher 21:30 Uhr sein werde – behielt den Gedanken aber für sich.

„Diese Selbstgenügsamkeit ist wohl das atemberaubendste Merkmal der ganzen Sache“, urteilt Walter Lord.
Paul Lee meint, dass die Schiffsführung der Titanic genug Informationen erhalten hat, mit der man es begründen konnte, den Kurs zu ändern oder ihre Geschwindigkeit zu reduzieren. Doch die Informationen wurden nachlässig behandelt. Man maß ihnen nicht die entsprechende Bedeutung zu. Im Nachhinein verstrickten sich die Zeugen in Widersprüche, und manches deute auf Ausflüchte oder Lügen hin. Ihr Mangel an Offenheit nährte den Verdacht, dass ihr Gedächtnis erschreckend schwach war oder dass sie wichtige Informationen (über den Umgang mit Eiswarnungen) zurückhielten.
Samuel Halpern weist darauf hin, dass die Geschwindigkeit der Titanic kontinuierlich erhöht wurde, bis zum Zeitpunkt der Kollision. Die Eiswarnungen hätten auf den Kurs des Schiffes oder auf die Geschwindigkeit keinerlei Einfluss gehabt. Die Zeugenaussagen, dass das Schiff bewusst südlicher als geplant gefahren sei (am Korrektionspunkt The Corner), seien widerlegt. Es gebe ferner keinen Beweis, dass Kapitän Smith sich von Direktor Ismay habe beeinflussen lassen (zwischen beiden gab es wohl keine Meinungsverschiedenheit, was die Navigation anging).
Die Schiffsführung war sich dessen bewusst, dass sie in eine Region mit Eis fuhren. Jedoch: Kapitän Smith hat den Ausguck nicht verstärkt, hat den Maschinenraum nicht in erhöhten Standby-Modus gesetzt oder gemeinsam mit dem wachhabenden Offizier persönlich die Brücke besetzt. Er scheint es nicht für nötig befunden zu haben, auch, weil er auf einem sehr sicheren Schiff fuhr. Smith dürfte nicht geglaubt haben, so Halpern, dass er ein größeres Risiko eingehe als andere Kapitäne. Was er tat, war damals Praxis; es sollte sich erweisen, dass die Praxis unklug war.

## Notrufe

Schiffe in der Nähe der sinkenden Titanic und die Funkstation Kap Race auf Neufundland

Von den beiden Funkern der Titanic überlebte nur der jüngere, Harold Bride, den Untergang. Sein älterer Kollege Jack Phillips kam ums Leben. Bride berichtete später, dass Kapitän Smith, kurz nachdem er den Befehl ausgegeben habe, dass die Rettungsboote besetzt werden sollten, die Funkkabine aufgesucht habe. Smith habe die Funker angewiesen, sich für die Übertragung eines Notrufs bereit zu machen. Zehn Minuten später sei Smith zurückgekehrt, um das Senden des Notrufs anzuordnen. Der erste Notruf wurde um 00:27 Uhr Bordzeit versendet (22:25 Uhr New Yorker Zeit). Empfangen wurde dieser allererste Notruf von der La Provence, der Mount Temple, der Frankfurt und von Kap Race. Als erstes Schiff habe die Frankfurt geantwortet, so Bride. Darüber habe er den Kapitän informiert. Smith ließ Bride von der Frankfurt deren Position erfragen.
Auch weitere Schiffe empfingen bald den wiederholt gesendeten Notruf: um 22:38 Uhr die Ypiranga, um 22:31 Uhr die Caronia, um 22:34 Uhr die Asian, um 22:35 Uhr die Carpathia und (über die Caronia) die Baltic, um 22:50 Uhr die Olympic, um 23:00 Uhr die Celtic, um 23:05 Uhr die Cincinnati, um 23:10 Uhr die Virginian (jeweils New Yorker Zeit). Die Birma scheint zunächst, unvollständig, noch einen Notruf mit der ersten Positionsangabe erhalten zu haben, und schließlich um 22:35 Uhr oder 22:36 Uhr (New Yorker Zeit) einen mit der „korrigierten“ Angabe.
Der Vierte Offizier der Titanic, Joseph Boxhall, hatte zwischenzeitlich die Position der Titanic neu berechnet, wobei auch diese Position tatsächlich von der wirklichen Unglücksstelle 13 Seemeilen entfernt war. Ab 00:37 Uhr (Bordzeit) verschickte Phillips die Notrufe mit der „korrigierten“ Positionsangabe von Boxhall. Die Carpathia, das schließlich rettende Schiff, erhielt den korrigierten Notruf beim ersten Senden.
Es ist nicht ganz gewiss, wann der letzte Notruf empfangen worden ist. Bride zufolge verließen er und Phillips die Funkkabine zehn Minuten vor dem Untergang. Kurz davor hätten sie festgestellt, dass sie keine Antworten mehr erhielten. Sie dachten daher, dass kein Funken mehr generiert werde. Der letzte Notruf wäre dementsprechend um 02:12 Uhr (Bordzeit) gesendet worden. Allerdings sagte der Funker der Virginia später (als einziger) aus, er habe nach diesem Notruf schwach noch zwei weitere Notrufe gehört: um 02:22 Uhr und um 02:29 Uhr. Möglicherweise waren dies Sendungen von anderen Stationen, die mit schwacher Apparatur zu kommunizieren versuchten.
Da der einzige Funker der Californian schlafen gegangen war, erhielt dieses Schiff keine Notrufe der Titanic. Offiziere der Californian sahen in der Nacht in der Ferne ein Schiff und Raketen, weckten aber nicht den Funker, obwohl dieser relevante Nachrichten hätte abhören können. Dieses Versäumnis wurde der Schiffsführung der Californian schwer angelastet, weil dieses Schiff der sinkenden Titanic am nächsten war.

## Folgen
Das Unglück der Titanic wurde von der Öffentlichkeit mit größter Anteilnahme aufgenommen. Weil die Funkstationen eine entscheidende Rolle bei der Rettung von über 700 Menschen spielten, wurde Marconi wie ein Held gefeiert. Für sein Unternehmen führte der Untergang zu vielen neuen Aufträgen. Außerdem wurden internationale Regeln für den Schiffsverkehr angepasst: So sollte eine Funkstation auf einem Schiff rund um die Uhr besetzt sein.
Das amerikanische Unternehmen RMS Titanic Inc hatte den Plan, eine Unterwasser-Expedition zum Wrack der Titanic vorzubereiten. Sie sollte die Funkanlage des Schiffes bergen. Im Januar 2021 gab das Unternehmen jedoch bekannt, den Plan vorläufig auszusetzen. Praktischer Grund war die Corona-Pandemie, hinzu kamen rechtliche Streitigkeiten darüber, ob ein Bergen von Gegenständen überhaupt legal sei. Die US-Regierung lehnte den Plan mit Blick auf amerikanisches Recht sowie ein Abkommen mit Großbritannien ab. Das Vorhaben sei genehmigungspflichtig, weil das gesunkene Schiff als Denkmal für die über 1500 Umgekommenen anerkannt sei.

## Rezeption
In den Filmen zum Untergang der Titanic spielen die beiden Funker (oder Funker anderer Schiffe wie der Carpathia und der Californian) eine mal größere, mal kleinere Rolle. Meistens wurden der 25-jährige Phillips und der 21-jährige Bride mit deutlich älteren Schauspielern besetzt, vor allem im deutschen Film von 1943, in dem Bride den deutscher klingenden Namen Breede erhalten hat und grauhaarig ist.
Die Funkkabine der Titanic wird teilweise recht geräumig dargestellt, nach dem Vorbild von Telegrafenämtern auf dem Land. Beispiele sind die Filme von 1944, 1953 und 1958. Die Passagiere kommen direkt zum Funkraum, wo sie an einem Schalter ihre Funktelegramme aufgeben bzw. erhalten. Tatsächlich passierte das beim Postbüro in der Nähe des Großen Treppenraums. Erst der Film von James Cameron (1997) stellt die Enge der Kabine realitätsgetreu dar.
In manchen Filmen werden auch die Funker anderer Schiffe gezeigt. Im Film von 1958, Die letzte Nacht der Titanic, sieht man den Funker der Californian, der ebenfalls von einem eher mittelaltem Schauspieler dargestellt wird. Der Fernsehfilm von 1979, S.O.S. Titanic, zeigt zu Beginn, wie der Funker der Carpathia den Notruf der Titanic entgegennimmt und damit zum Kapitän eilt.

## Belege
1. ↑  Bruce Beveridge, Steve Hall: Description of the Ship. In: Samuel Halpern (Hrsg.): Report into the Loss of the SS Titanic: A Centennial Reappraisal. The History Press, Stroud 2016 (2012), S. 27–60, hier S. 54.
2. ↑  Lester J. Mitcham: Victualling Department Crew In: Samuel Halpern (Hrsg.): Report into the Loss of the SS Titanic: A Centennial Reappraisal. The History Press, Stroud 2016 (2012), S. 323–336, hier S. 323.
3. ↑  Tad Fitch, J. Kent Layton, Bill Wormstedt: On a Sea of Glass. The Life & Loss of the RMS Titanic. Amberley, Stroud 2015, S. 48.
4. ↑  Tad Fitch, J. Kent Layton, Bill Wormstedt: On a Sea of Glass. The Life & Loss of the RMS Titanic. Amberley, Stroud 2015, S. 114, 133.
5. ↑  Wortlaut und Auflistung der Nachrichten: siehe Samuel Halpern: Account of the Ship's Journey accross the Atlantic. In: Samuel Halpern (Hrsg.): Report into the Loss of the SS Titanic: A Centennial Reappraisal. The History Press, Stroud 2016 (2012), S. 71–89, hier S. 81/82.
6. ↑  Wortlaut und Auflistung der Nachrichten: siehe Samuel Halpern: Account of the Ship's Journey accross the Atlantic. In: Samuel Halpern (Hrsg.): Report into the Loss of the SS Titanic: A Centennial Reappraisal. The History Press, Stroud 2016 (2012), S. 71–89, hier S. 82.
7. ↑  Paul Lee: Failure To Act: The Titanic and the Ice Warnings. In: paullee.com. 29. April 2022, abgerufen am 20. Oktober 2023 (englisch).
8. ↑  Tad Fitch, J. Kent Layton, Bill Wormstedt: On a Sea of Glass. The Life & Loss of the RMS Titanic. Amberley, Stroud 2015, S. 109.
9. ↑  Paul Lee: Failure To Act: The Titanic and the Ice Warnings. In: paullee.com. 29. April 2022, abgerufen am 20. Oktober 2023 (englisch).
10. ↑  Paul Lee: Failure To Act: The Titanic and the Ice Warnings. In: paullee.com. 29. April 2022, abgerufen am 20. Oktober 2023 (englisch).
11. ↑  Tad Fitch, J. Kent Layton, Bill Wormstedt: On a Sea of Glass. The Life & Loss of the RMS Titanic. Amberley, Stroud 2015, S. 114.
12. ↑  Tad Fitch, J. Kent Layton, Bill Wormstedt: On a Sea of Glass. The Life & Loss of the RMS Titanic. Amberley, Stroud 2015, S. 389, Fn. 250.
13. ↑  Paul Lee: Failure To Act: The Titanic and the Ice Warnings. In: paullee.com. 29. April 2022, abgerufen am 20. Oktober 2023 (englisch).
14. ↑  Samuel Halpern: Account of the Ship's Journey accross the Atlantic. In: Samuel Halpern (Hrsg.): Report into the Loss of the SS Titanic: A Centennial Reappraisal. The History Press, Stroud 2016 (2012), S. 71–89, hier S. 81.
15. ↑  Paul Lee: Failure To Act: The Titanic and the Ice Warnings. In: paullee.com. 29. April 2022, abgerufen am 20. Oktober 2023 (englisch).
16. ↑  Tad Fitch, J. Kent Layton, Bill Wormstedt: On a Sea of Glass. The Life & Loss of the RMS Titanic. Amberley, Stroud 2015, S. 121.
17. ↑  Paul Lee: Failure To Act: The Titanic and the Ice Warnings. In: paullee.com. 29. April 2022, abgerufen am 20. Oktober 2023 (englisch).
18. ↑  Samuel Halpern: Account of the Ship's Journey accross the Atlantic. In: Samuel Halpern (Hrsg.): Report into the Loss of the SS Titanic: A Centennial Reappraisal. The History Press, Stroud 2016 (2012), S. 71–89, hier S. 81.
19. ↑  Samuel Halpern: Account of the Ship's Journey accross the Atlantic. In: Samuel Halpern (Hrsg.): Report into the Loss of the SS Titanic: A Centennial Reappraisal. The History Press, Stroud 2016 (2012), S. 71–89, hier S. 81/82.
20. ↑  Paul Lee: Failure To Act: The Titanic and the Ice Warnings. In: paullee.com. 29. April 2022, abgerufen am 20. Oktober 2023 (englisch).
21. ↑  Samuel Halpern: Account of the Ship's Journey accross the Atlantic. In: Samuel Halpern (Hrsg.): Report into the Loss of the SS Titanic: A Centennial Reappraisal. The History Press, Stroud 2016 (2012), S. 71–89, hier S. 81.
22. ↑  Paul Lee: Failure To Act: The Titanic and the Ice Warnings. In: paullee.com. 29. April 2022, abgerufen am 20. Oktober 2023 (englisch).
23. ↑  Frances Wilson: How to Survive the Titanic, or the Sinking of J. Bruce Ismay. Harper Perennial, New York 2012, Kap. 7.
24. ↑  Frances Wilson: How to Survive the Titanic, or the Sinking of J. Bruce Ismay. Harper Perennial, New York 2012, Kap. 7.
25. ↑  Paul Lee: Failure To Act: The Titanic and the Ice Warnings. In: paullee.com. 29. April 2022, abgerufen am 20. Oktober 2023 (englisch).
26. ↑  Paul Lee: Failure To Act: The Titanic and the Ice Warnings. In: paullee.com. 29. April 2022, abgerufen am 20. Oktober 2023 (englisch).
27. ↑  Frances Wilson: How to Survive the Titanic, or the Sinking of J. Bruce Ismay. Harper Perennial, New York 2012, Kap. 2, 7.
28. ↑  Samuel Halpern: Account of the Ship's Journey accross the Atlantic. In: Samuel Halpern (Hrsg.): Report into the Loss of the SS Titanic: A Centennial Reappraisal. The History Press, Stroud 2016 (2012), S. 71–89, hier S. 82.
29. ↑  Paul Lee: Failure To Act: The Titanic and the Ice Warnings. In: paullee.com. 29. April 2022, abgerufen am 20. Oktober 2023 (englisch).
30. ↑  Paul Lee: Failure To Act: The Titanic and the Ice Warnings. In: paullee.com. 29. April 2022, abgerufen am 20. Oktober 2023 (englisch).
31. ↑  Samuel Halpern: Account of the Ship's Journey accross the Atlantic. In: Samuel Halpern (Hrsg.): Report into the Loss of the SS Titanic: A Centennial Reappraisal. The History Press, Stroud 2016 (2012), S. 71–89, hier S. 82.
32. ↑  Paul Lee: Failure To Act: The Titanic and the Ice Warnings. In: paullee.com. 29. April 2022, abgerufen am 20. Oktober 2023 (englisch).
33. ↑  Paul Lee: Failure To Act: The Titanic and the Ice Warnings. In: paullee.com. 29. April 2022, abgerufen am 20. Oktober 2023 (englisch).
34. ↑  Paul Lee: Failure To Act: The Titanic and the Ice Warnings. In: paullee.com. 29. April 2022, abgerufen am 20. Oktober 2023 (englisch).
35. ↑  Samuel Halpern: Strangers on the Horizon. Titanic and Californian – A Forensic Approach. Halpern 2021 (2019), S. 283.
36. ↑  Paul Lee: Failure To Act: The Titanic and the Ice Warnings. In: paullee.com. 29. April 2022, abgerufen am 20. Oktober 2023 (englisch).
37. ↑  Samuel Halpern: Account of the Ship's Journey Across the Atlantic. In: Samuel Halpern (Hrsg.): Report into the Loss of the SS Titanic: A Centennial Reappraisal. The History Press, Stroud 2016 (2012), S. 71–89, hier S. 82.
38. ↑  Samuel Halpern: Account of the Ship's Journey Across the Atlantic. In: Samuel Halpern (Hrsg.): Report into the Loss of the SS Titanic: A Centennial Reappraisal. The History Press, Stroud 2016 (2012), S. 71–89, hier S. 82/83.
39. ↑  Paul Lee: Failure To Act: The Titanic and the Ice Warnings. In: paullee.com. 29. April 2022, abgerufen am 20. Oktober 2023 (englisch).
40. ↑  Walter Lord: The Night Lives On: The Untold Stories and Secrets Behind the Sinking of the "Unsinkable" Ship Titanic. Morrow, 1986, Kap. 6.
41. ↑  Walter Lord: The Night Lives On: The Untold Stories and Secrets Behind the Sinking of the "Unsinkable" Ship Titanic. Morrow, 1986, Kap. 6.
42. ↑  Paul Lee: Failure To Act: The Titanic and the Ice Warnings. In: paullee.com. 29. April 2022, abgerufen am 20. Oktober 2023 (englisch).
43. ↑  Wortlaut und Auflistung der Nachrichten: siehe Samuel Halpern: Account of the Ship's Journey accross the Atlantic. In: Samuel Halpern (Hrsg.): Report into the Loss of the SS Titanic: A Centennial Reappraisal. The History Press, Stroud 2016 (2012), S. 71–89, hier S. 84, 279.
44. ↑  Wortlaut und Auflistung der Nachrichten: siehe Samuel Halpern: Account of the Ship's Journey accross the Atlantic. In: Samuel Halpern (Hrsg.): Report into the Loss of the SS Titanic: A Centennial Reappraisal. The History Press, Stroud 2016 (2012), S. 71–89, hier S. 84/85.
45. ↑  Samuel Halpern: Strangers on the Horizon. Titanic and Californian – A Forensic Approach. Halpern 2021 (2019), S. 369.
46. ↑  Bill Wormstedt, Tad Fitch: An Account of the Saving of Those on Board. In: Samuel Halpern (Hrsg.): Report into the Loss of the SS Titanic: A Centennial Reappraisal. The History Press, Stroud 2016 (2012), S. 130–163, hier S. 145.
47. ↑  Samuel Halpern: Strangers on the Horizon. Titanic and Californian – A Forensic Approach. Halpern 2021 (2019), S. 369.
48. ↑  Samuel Halpern: Strangers on the Horizon. Titanic and Californian – A Forensic Approach. Halpern 2021 (2019), S. 383.
49. ↑  Bill Wormstedt, Tad Fitch: An Account of the Saving of Those on Board. In: Samuel Halpern (Hrsg.): Report into the Loss of the SS Titanic: A Centennial Reappraisal. The History Press, Stroud 2016 (2012), S. 130–163, hier S. 146/147.
50. ↑  Bill Wormstedt, Tad Fitch: An Account of the Saving of Those on Board. In: Samuel Halpern (Hrsg.): Report into the Loss of the SS Titanic: A Centennial Reappraisal. The History Press, Stroud 2016 (2012), S. 130–163, hier S. 148/149.
51. ↑  Titanic: plan scrapped to retrieve radio that sent distress calls as ship sank. 30. Januar 2021, abgerufen am 22. Oktober 2023 (englisch).